# James Jakes

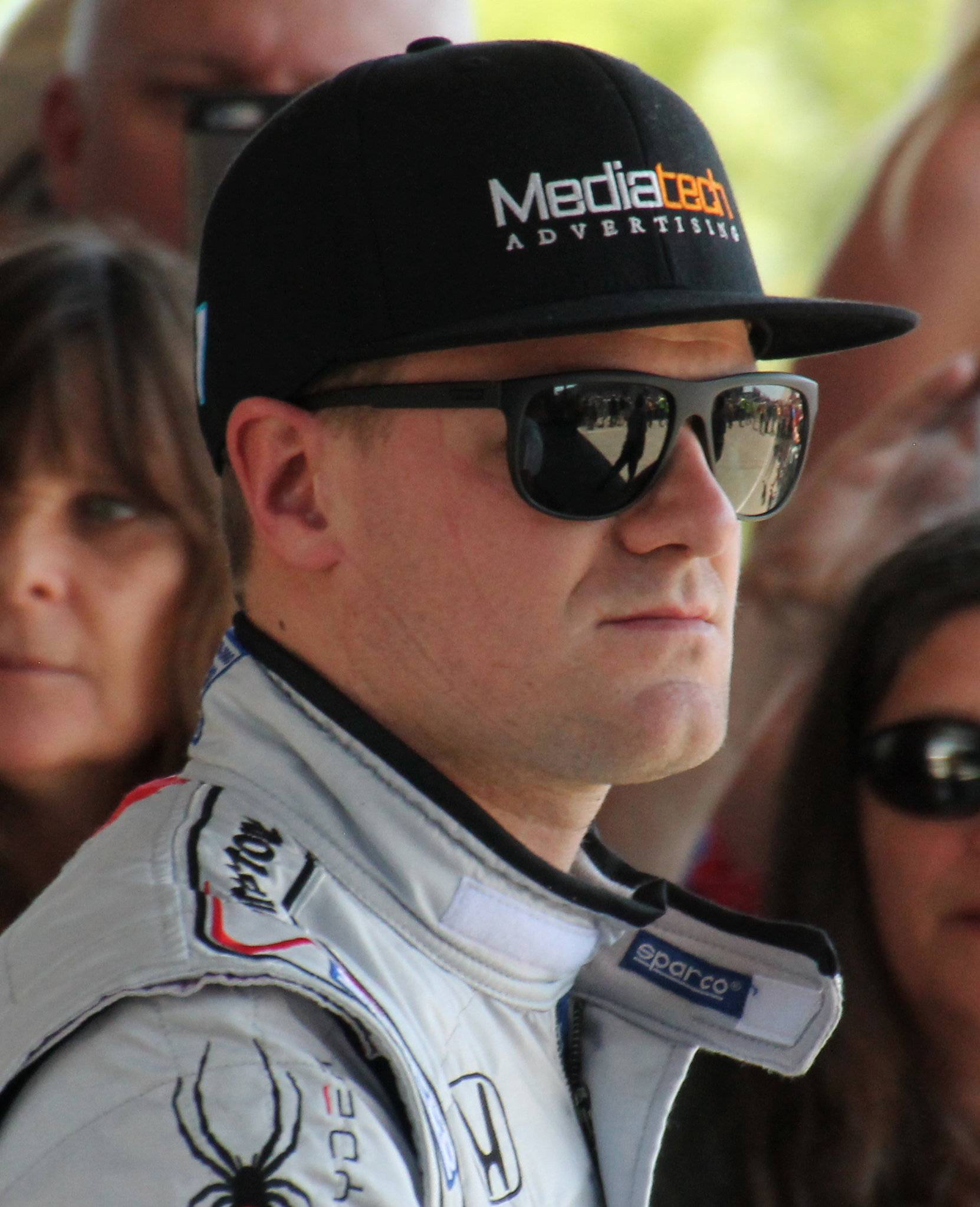
James Jakes, 2015

James Jakes, född 1987 i England, är en brittisk racerförare.

## Racingkarriär
Jakes blev femma i F3 Euroseries 2007 som rookie, men lyckades inte följa upp det året efter, då han 2008 blev klart slagen av sina teamkollegor Nico Hülkenberg och Jules Bianchi. Han fick göra sin debut i GP2 samma år med Super Nova, men lyckades inte ta några poäng i den asiatiska serien under hösten, men överraskade med en tredjeplats på Sepang International Circuit under våren 2009.